# Torbjørnskjer (kulle)
Torbjørnskjer är en kulle i Antarktis. Den ligger i Östantarktis. Norge gör anspråk på området. Toppen på Torbjørnskjer är 1 807 meter över havet, eller 94 meter över den omgivande terrängen. Bredden vid basen är 0,69 km.
Terrängen runt Torbjørnskjer är varierad. Trakten är obefolkad. Det finns inga samhällen i närheten. 